# Puliciphora nuttingi
Puliciphora nuttingi är en tvåvingeart som beskrevs av Ronald Henry Lambert Disney 1998. Puliciphora nuttingi ingår i släktet Puliciphora och familjen puckelflugor. Inga underarter finns listade i Catalogue of Life.